# Neom Sports Club
Il Neom Sports Club (in arabo نادي نيوم‎?) è una società calcistica con sede a Tabuk, in Arabia Saudita. Milita nella Lega saudita professionistica, la massima serie del campionato saudita di calcio.

## Storia
Il club è stato fondato nel 1965 con il nome di Al-Suqoor Club, che in arabo significa letteralmente "falchi”. Per diversi anni ha militato principalmente nella Terza e nella Seconda Divisione saudita. Nel 2011, l'Al-Suqoor ha ottenuto il secondo posto in campionato, conquistando così per la prima volta nella sua storia la promozione in Prima Divisione, il secondo livello del calcio professionistico in Arabia Saudita. Tuttavia, al termine della stagione successiva, la squadra è stata retrocessa dopo aver concluso il campionato all'ultimo posto.
Durante la stagione 2021-2022, l'Al-Suqoor ha vinto la finale della Terza Divisione battendo l'Al-Qous per 2-1, diventando così il primo club a conquistare il titolo nella nuova formula del torneo.
Il 5 giugno 2023, il Ministero dello Sport saudita ha annunciato che l'Al-Suqoor sarebbe stato trasformato in una società calcistica e acquisito dal progetto NEOM. Successivamente, il 24 dicembre 2023, il club ha ufficialmente cambiato nome in Neom Sports Club.
Guidati dal tunisino Afouène Gharbi, nella stagione 2023-2024 il club ha vinto il campionato di terza serie, salendo per la seconda volta nella propria storia - e la prima dal cambio d'identità societario - in seconda serie.
La stagione successiva, stavolta sotto gli ordini del brasiliano Péricles Chamusca e con una rosa rafforzata con giocatori di esperienza quali Saïd Benrahma, Romarinho e l'egiziano Ahmed Hegazy, il 22 aprile 2025, il Neom SC ha ottenuto la prima promozione della sua storia in Saudi Pro League, massima divisione del calcio saudita, grazie a una vittoria per 3-0 in trasferta contro l'Al-Arabi Saudi.
Nonostante la promozione, a fine stagione Chamusca lascia la guida del club per andare ad allenare l'Al-Taawoun. Ciò porta la dirigenza a puntare sul francese Christophe Galtier, da poco svincolatosi dopo un'esperienza biennale in Qatar.

## Colori e simboli

### Colori
I colori ufficiali del club quando venne fondato come Al-Suqoor erano il nero e l'oro.
Con il cambio societario avvenuto nel 2023, anche i colori sociali sono stati sostituiti: nella prima stagione il colore principale fu l'arancione, presente nella maglia casalinga; mentre dalla stagione successiva si è passato al blu.

### Simboli

Logo in uso dal 2023.

## Allenatori e presidenti

### Allenatori
- 2023-2024  Afouène Gharbi
- 2024-2025  Péricles Chamusca
- 2025-  Christophe Galtier

## Organico

### Rosa 2025-2026
Rosa e numerazione aggiornate al 15 agosto 2025.
| N. |                           | Ruolo | Calciatore             |
| -- | ------------------------- | ----- | ---------------------- |
| 1  | Arabia Saudita (bandiera) | P     | Mustafa Malayekah      |
| 2  | Arabia Saudita (bandiera) | D     | Mohammed Al-Breik      |
| 3  | Arabia Saudita (bandiera) | D     | Fahad Al-Harbi         |
| 6  | Arabia Saudita (bandiera) | C     | Abbas Al-Hassan        |
| 7  | Arabia Saudita (bandiera) | C     | Salman Al-Faraj        |
| 8  | Arabia Saudita (bandiera) | D     | Osama Al-Khalaf        |
| 10 | Algeria (bandiera)        | A     | Saïd Benrahma          |
| 11 | Arabia Saudita (bandiera) | A     | Hassan Al-Ali          |
| 13 | Arabia Saudita (bandiera) | P     | Mohanad Al-Shehri      |
| 15 | Arabia Saudita (bandiera) | C     | Abdulmalik Al-Oyayari  |
| 16 | Arabia Saudita (bandiera) | C     | Riyadh Sharahili       |
| 26 | Egitto (bandiera)         | D     | Ahmed Hegazi           |
| 27 | Arabia Saudita (bandiera) | D     | Islam Hawsawi          |
| 30 | Guinea-Bissau (bandiera)  | C     | Alfa Semedo            |
| 38 | Arabia Saudita (bandiera) | D     | Mohammed D. Al-Dossari |

| N. |                           | Ruolo | Calciatore             |
| -- | ------------------------- | ----- | ---------------------- |
| 44 | Arabia Saudita (bandiera) | C     | Ali Al-Asmari          |
| 55 | Arabia Saudita (bandiera) | D     | Mohammed W. Al-Dossari |
| 71 | Arabia Saudita (bandiera) | A     | Ahmed Abdu Jaber       |
| 88 | Arabia Saudita (bandiera) | P     | Mohammed Al-Hakim      |
|    | Polonia (bandiera)        | P     | Marcin Bułka           |
|    | Arabia Saudita (bandiera) | D     | Faris Abdi             |
|    | Francia (bandiera)        | D     | Nathan Zézé            |
|    | Francia (bandiera)        | C     | Saïmon Bouabré         |
|    | Costa d'Avorio (bandiera) | C     | Amadou Koné            |
|    | Arabia Saudita (bandiera) | C     | Alaa Al-Hejji          |
|    | Arabia Saudita (bandiera) | C     | Abdulaziz Noor         |
|    | Arabia Saudita (bandiera) | C     | Nawaf Al-Janahi        |
|    | Francia (bandiera)        | A     | Alexandre Lacazette    |
|    | Arabia Saudita (bandiera) | A     | Thamer Al-Khaibari     |
|    | Mali (bandiera)           | C     | Abdoulaye Doucouré     |

### Staff tecnico
Staff aggiornato al 14 luglio 2025.
- Christophe Galtier - Allenatore
- Thierry Oleksiak - Vice Allenatore
- Nélson Caldeira - Vice Allenatore
- Fabrice Grange - Preparatore dei portieri
- Labreg Slim - Preparatore atletico
- Carlos Bruno - Preparatore atletico
- Jonas Birk - Match Analyst

## Palmarès

### Competizioni nazionali
- Campionato saudita di seconda divisione: 1

2024-2025
- Campionato saudita di terza divisione: 1

2023-2024
- Campionato saudita di quarta divisione: 1

2021-2022